# Unterpindhart

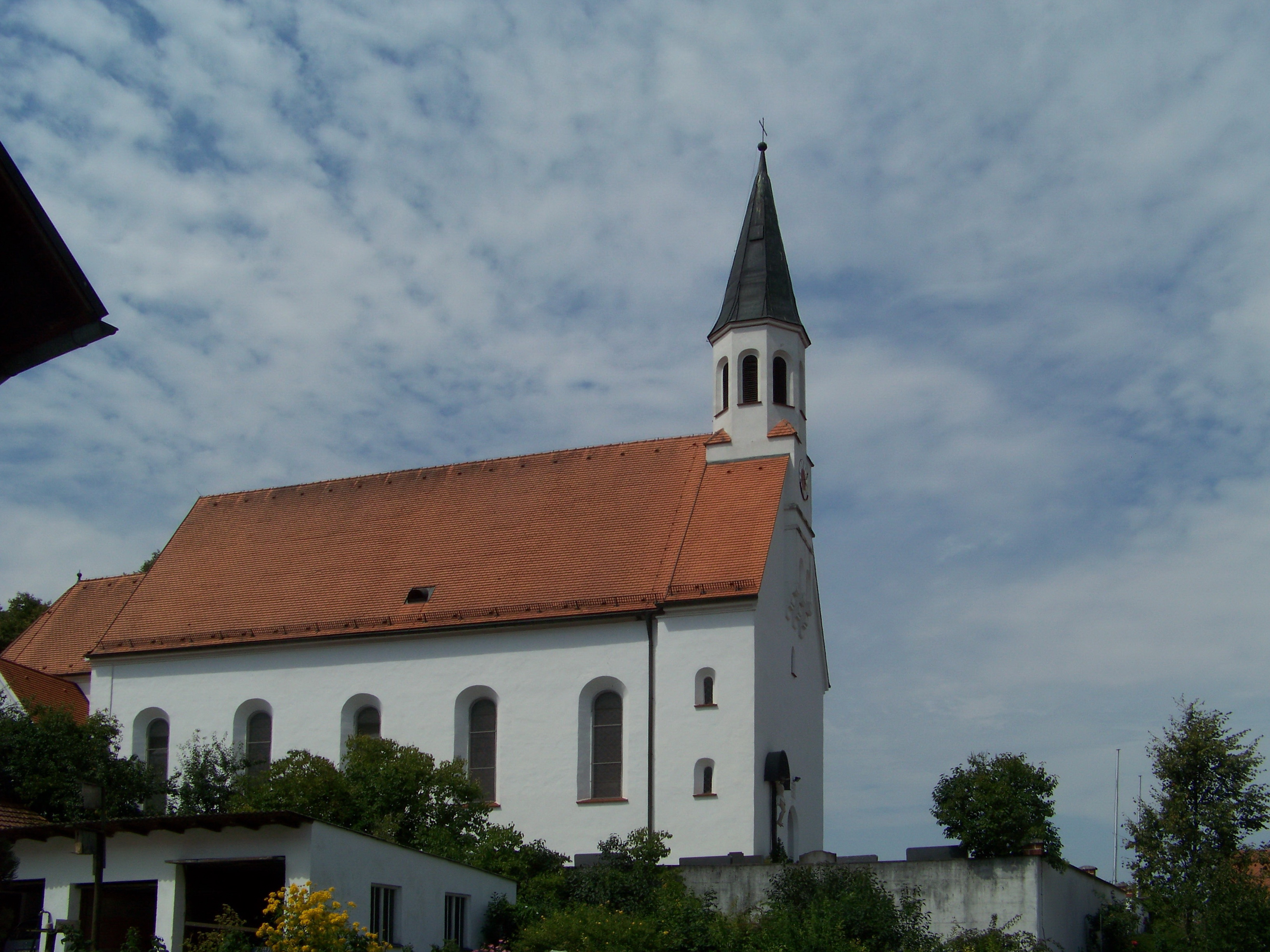
Kuratbenefiziumskirche St. Georg

Unterpindhart ist ein Kirchdorf in der Hallertau und Gemeindeteil der Stadt Geisenfeld im oberbayerischen Landkreis Pfaffenhofen an der Ilm. Das Dorf hatte Ende 2024 317 Einwohner.

## Geographie
Unterpindhart liegt etwa fünf Kilometer östlich des Stadtkerns von Geisenfeld. Das etwas weiter östlich gelegene Oberpindhart gehört bereits zum niederbayerischen Landkreis Kelheim.
Unterpindhart ist eine ländlich geprägte Ortschaft mit vielen Bauernhöfen und Hopfengärten.

## Geschichte
Erstmals wurde Punninhart im Jahr 891 urkundlich erwähnt.
Die Eingemeindung mit den Ortsteilen Kolmhof, Obereulenthal und Untereulenthal in die Stadt Geisenfeld erfolgte am 1. Juli 1971.

## Kleinkunstbühne
Seit 1991 gibt es die Kleinkunstbühne in Unterpindhart, in der viele bekannte Kabarettisten aufgetreten sind. Hier wird auch der Hallertauer Kleinkunstpreis vergeben.

## Bauwerke
Die Dorfkirche St. Georg wurde 1842 im neubyzantinischen Stil erbaut. Zur Ausstattung gehören der klassizistische Hochaltar, zwei neuromanische Seitenaltäre, lebensgroße Figuren an den Seitenwänden des Langhauses (Maria Immakulata, St. Joachim und Anna, St. Ignatius von Loyola, St. Franz-Xaver), eine zweimanualige Weise-Orgel und ein dreistimmiges relativ hochtönendes Geläute. Es besteht ein Kuratbenefizium.

## Vereine
- Freiwillige Feuerwehr Unterpindhart e. V. (1877)
- FC Unterpindhart e. V. (1965)
- Burgschützen Unterpindhart e. V. (1964)
- Krieger- und Soldatenbund Unter- und Oberpindhart (1872)
- Bauwong Unterpindhart (2003)
- Peanuts Stammtisch (1992)
- BCU – Bierclub Unterpindhart

## Musik
Folgende Musikvereine und -gruppen sind in Unterpindhart ansässig:
- Geisenfeld Highlanders (2009)